# Chloropetalia
Genre
Chloropetalia est un genre de libellules de la famille des Chlorogomphidae (sous-ordre des Anisoptères, ordre des Odonates).

## Systématique
Le genre Chloropetalia a été créé en 1995 par Frank Louis Carle (d).

## Liste d'espèces
Selon BioLib (8 juillet 2021) :
- Chloropetalia kimminsi (Fraser, 1940)
- Chloropetalia owadai (Asahina, 1995)
- Chloropetalia selysi (Fraser, 1929)
- Chloropetalia soarer Wilson, 2002